# Görogly
Görogly (dawn. Tagta) – miasto w północnym Turkmenistanie, w wilajecie daszoguskim, siedziba etrapu. W 2022 roku liczyło ok. 26,8 tys. mieszkańców.
W roku 2002 dotychczasowa nazwa Tagta została zmieniona na Görogly.